# Wilhelm Karl Geck
Wilhelm Karl Geck (* 30. Mai 1923; † 25. April 1987) war ein deutscher Jurist.
Nach einem Studium der Rechtswissenschaften an der Universität Frankfurt am Main wurde Geck 1953 promoviert. Er habilitierte sich 1962 an der Universität Heidelberg und lehrte seit 1964 als Professor für Staats- und Völkerrecht an der Universität des Saarlandes. Er war seit 1974 Richter am Verfassungsgerichtshof des Saarlandes. Seit 1981 war er Mitglied des Fachbeirats am Max-Planck-Institut für ausländisches öffentliches Recht und Völkerrecht in Heidelberg.
Seine Forschungsgebiete waren das Staats- und Völkerrecht sowie das deutsche Bundesverfassungsgericht.

## Schriften (Auswahl)
- Wahl und Amtsrecht der Bundesverfassungsrichter. Nomos, Baden-Baden 1986.
- mit Christian Starck und anderen (Hrsg.): Bundesverfassungsgericht und Grundgesetz. Festgabe für das Bundesverfassungsgericht. 2 Bände. Mohr Siebeck, Tübingen 1976.
- Die völkerrechtlichen Wirkungen verfassungswidriger Verträge. Zugleich ein Beitrag zum Vertragsschluß im Verfassungsrecht der Staatenwelt. Heymann, Köln/Berlin 1963 (Zugleich: Habil.-Schrift, Universität Heidelberg, 1962).
- Die Übertragung rechtsetzender Gewalt und die Ausübung delegierter Legislativbefugnisse in den Vereinigten Staaten von Amerika. Jur. Diss., Frankfurt am Main 1953.